# Sara Wagner York
Sara Wagner York (Río de Janeiro, 1975) es una investigadora, docente, periodista y columnista brasileña. Tiene maestría y doctorado en Educación por la Universidad del Estado de Río de Janeiro (UERJ), con énfasis en Estudios de género, Sexualidad y Educación.
Sara York se presenta como una persona con discapacidad visual, padre, abuela y travesti de/en la Educación, educadora, traductora, especialista en género y sexualidad, periodista y académica, además de activista por los derechos de la población LGBTQIA+ y el derecho a utilizar su nombre social y reajuste de género, no garantizados por la decisión judicial de 2017. Sus actividades se centran en la defensa de la educación inclusiva y democrática, la igualdad de género y la despatologización de las identidades trans.

## Biografía
York nació en 1975 en Río de Janeiro. Tiene una maestría en Educación, logro que refleja su compromiso con la educación inclusiva y la igualdad. Su camino en la defensa de los derechos trans comenzó en su juventud, cuando comprendió la importancia del activismo y el voto como herramientas para el cambio social.
York se presenta como padre y abuela, haciendo de esta afirmación un acto político, ya que se convirtió en padre a los 16 años, cuando aún asistía a una iglesia evangélica que ofrecía terapia para la "Cura Gay", y se convirtió en abuela a los 40, cuando ya se reconocía como el pronombre y nombre femenino que usas hoy.
Desde pequeña Sara ya se entendía como una persona trans, y a los 15 años, ya presentándose con el nombre de Sara, comenzó a asistir a una iglesia de las Asambleas de Dios, y allí conoció a la madre de su hijo. York encontró dificultades para conectarse con su hijo, siendo expulsada de la iglesia a la que asistía por el pastor, y con su madre alejando a su hijo de su vida cuando solo tenía 5 años, cuando se casó con un misionero que lo registró a su nombre. El reencuentro entre padre e hijo recién se produjo en 2012, luego de que se publicara en una red social una foto publicada por Elza Soares con Sara, luego de que Sara le cortara el cabello a Elza en Londres, donde trabajaba como peluquera. Después de un año de conversaciones telefónicas, York decidió regresar a Brasil en 2013 y reencontrarse con su hijo.
York relata que poco después de regresar a Brasil comenzó a vivir numerosos casos de transfobia, siendo víctima de comentarios prejuiciosos poco después de regresar al país y conocer a su hijo, con quien mantiene algún contacto. Sara mantiene una buena relación con su nieto, quien fue criado por su abuelo materno, según ella, libre de prejuicios y con libertad para expresarse como quiera.

## Carrera
York es investigadora del Grupo de Estudio sobre Género, Sexualidad e Interseccionalidades en Educación y Salud (GENI) de la UERJ. Su investigación se centra en las áreas de educación inclusiva y democrática, equidad de género, y despatologización de las identidades trans.
York también es una activista activa por los derechos de la población LGBTQIAP+. Es columnista del portal Brasil 247 y del sitio web Catarinas.info.

### Programa de Travesti
Es considerada la primera mujer trans presentadora del periodismo brasileño, a través de su trabajo en TV Brasil 247. Actúa como presentadora de un programa, con énfasis en el "Programa de Travesti" de TV Brasil 247 y presenta programas relacionados con la visibilidad trans y promoción de los derechos LGBTQIA+. A través de estas plataformas busca sensibilizar y promover la igualdad de género y la sensibilización en cuestiones de género y derechos LGBTQIA+, entrevistando a intelectuales, investigadores y activistas vinculados a la causa LGBTQIA+.

### Educación
York es licenciada en pedagogía por la UERJ, en literatura portuguesa y en literatura inglesa por UNESA, y máster en educación también por la UERJ, donde inició su doctorado en la misma área en 2021, siendo especialista en género y sexualidad por la misma institución. Fue voluntaria en la ONG británica Sahir House, en Reino Unido, trabajando para acoger en el país a refugiados de Oriente Medio y África.
York es una activista e investigadora de renombre internacional, con conferencias y performances fuera de Brasil, como la entrevista que concedió a estudiantes de la Universidad de Pittsburgh en septiembre de 2023.

## Activismo
Siempre ha estado estrechamente vinculada a la causa LGBTQIA+, y es ampliamente reconocida por su trabajo en la Associação Nacional de Travestis e Transexuais ("Asociación Nacional de Travestis y Transexuales" - ANTRA), organización destacada en la lucha por los derechos de la comunidad trans en Brasil. Como activista, ha contribuido significativamente a promover políticas públicas que aborden las necesidades específicas de esta comunidad.
A inicios de 2023, Sara Wagner York participó de importantes reuniones con autoridades gubernamentales, como la Ministra de Igualdad Racial, Anielle Franco, la Secretaria Nacional de Derechos LGBTQIA+, Symmy Larrat, y el ministro de Derechos Humanos y Ciudadanía, Silvio Almeida, dialogando sobre temas fundamentales para la comunidad LGBTQIA+ con los ministros recientemente juramentados tras el inicio del nuevo gobierno federal. York cree en la importancia de las políticas públicas dirigidas a esta población y se ha esforzado por concienciar a la sociedad sobre la necesidad de igualdad e inclusión.

## Premios y reconocimientos
- Medalla ALUMNI de la Universidad Estácio de Sá (2017),[13] por investigaciones realizadas en transmigraciones, movimientos LGBTI+ y educación, y formación para la educación democrática, además de su trabajo desarrollado con la comunidad.[14]
- Diploma de reconocimiento y agradecimiento por las actividades durante la pandemia de COVID-19 del Ayuntamiento de Río de Janeiro - RJ.[15]
- Premio Chiquinha Gonzaga del Ayuntamiento de Río de Janeiro - RJ (2022).[8]
- Premio Antonieta de Barros a la relevancia del mes de la mujer por la Asamblea Legislativa del Estado de Río de Janeiro (ALERJ-2023).[15]

## Ataques transfóbicos
En 2023, York fue blanco de ataques transfóbicos, donde fue víctima de ataques por parte de agentes de seguridad del ayuntamiento de São Pedro da Aldeia (RJ), después de una reunión con el alcalde de la ciudad. Al dirigirse al lugar donde se realizarían las grabaciones fotográficas, el subsecretario de turismo del municipio llamó a los guardias de seguridad para sacarla del lugar, bajo la falsa acusación de no tener autorización para estar allí.
En respuesta a los ataques, York recibió una ola de apoyo de la comunidad LGBTQIAP+ y de sectores progresistas de la sociedad brasileña.